# Тересва (станція)
Тере́сва — проміжна залізнична станція 4-го класу Ужгородської дирекції Львівської залізниці на лінії Батьово — Солотвино І між станціями Тячів (9 км) та Солотвино ІІ (15 км). Розташована у смт Тересва Тячівського району Закарпатської області.
Від станції бере початок лінія Тересва — Сигіт (Румунія), відстань до кордону становить 3 км. На станції діє однойменний пункт контролю.

## Історія
Станція відкрита 19 листопада 1872 року в складі Угорської Північно-Східної залізниці Буштино — Сигіт-Мармароський (Румунія), під такою ж назвою.
Від станції відгалужувалась вузькоколійна залізниця Тересва — Усть-Чорна, яка була повністю зруйнована внаслідок повені у 1999 році.
Станом на 2013 рік пасажирський рух по станції залізницею був припинений.
Керівництвом Закарпатської області 25 січня 2022 року відновлено діалог з комплексного підходу та стратегічних проєктів, які можуть ефективно впливати на цілий сектор економіки області. Запропоновано відновлення транскордонного пасажирського перевезення за маршрутом Ужгород — Рахів, який проходить через місто Сигіт (Румунія). Відповідно до пропозицій АТ «Укрзалізниця» з Ужгорода поїзд курсуватиме через Тересву та міжнародний залізничний пункт пропуску «Тересва — Кимпулунг-ла-Тиса», станцію Вишівська Долина і далі маршрутом через Ділове до Івано-Франківська.
26 серпня 2022 року завершена реконструкція та відкрита дільниця Тересва — Держкордон (завдовжки 1,1 км), що надає додатковий маршрут вантажних поїздів між Україною та Румунією. Є четвертим стиком на кордоні з Румунією. Дільниця Тересва — Держкордон була закрита для руху поїздів у 2007 році. У перспективі, після капітального ремонту румунської дільниці залізниці, відкриття і для нових пасажирських напрямків — міжрегіонального сполучення між Ужгородом та Івано-Франківськом і Чернівцями, а також міжнародних маршрутів між українськими та румунськими містами.

## Пасажирське сполучення
Нині приміське сполучення здійснюється дизель-поїздами за маршрутом Дяково — Королево — Солотвино І (щоденно).
Через станцію курсує нічний швидкий поїзд № 13/14 «Апшиця» сполученням Київ — Солотвино І (щоденно).
До 2019 року щоденно курсував нічний пасажирський поїзд № 601/602 сполученням Львів — Солотвино І.